# Jerlín v Obříství
Jerlín v Obříství je památný jerlín japonský, který roste v Obříství před památníkem Bedřicha Smetany. Památným stromem je od roku 1999.

## Parametry stromu
- Výška (m): 23
- Obvod (cm): 305 (342[2])
- Ochranné pásmo: ze zákona; kruh o poloměru desetinásobku průměru kmene v 1,3 m na p.č. 993, 994, 141, 142, 1542 k.ú. Obříství
- Datum prvního vyhlášení: 16.09.1999
- Odhadované stáří: 180 let[2]

## Popis
Jerlín, původem z Dálného východu, roste u statku Lamberk, ve kterém sídlí Památník Bedřicha Smetany (1824–1884) a kde skladatel několik let žil. V roce 2002 jej spolu s usedlostí zaplavila voda z rozlitého Labe a Vltavy do výše jednoho metru.

## Strom roku
V roce 2023 se v anketě Strom roku umístil na 7. místě s 1162 hlasy.